# Xavier Bertoni
Xavier Bertoni (ur. 4 maja 1988 w La Clusaz) – francuski narciarz dowolny, specjalizujący się w halfpipe'ie. W 2009 roku wywalczył brązowy medal podczas mistrzostw świata w Inawashiro. W zawodach tych wyprzedzili go jedynie jego rodak, Kevin Rolland oraz Justin Dorey z Kanady. W 2014 roku wystartował na igrzyskach olimpijskich w Soczi, gdzie zajął 21. lokatę w halfpipe'ie. Najlepsze wyniki w Pucharze Świata osiągnął w sezonie 2008/2009, kiedy to zajął dziewiąte miejsce w klasyfikacji generalnej, a w klasyfikacji halfpipe'a był drugi. W sezonie 2010/2011 zdobył znów drugie miejsce w halfpipe'ie, a w sezonie 2005/2006 był trzeci w tej klasyfikacji. W 2014 roku zakończył karierę.

## Osiągnięcia

### Igrzyska olimpijskie
| Miejsce | Dzień     | Rok  | Miejscowość | Konkurencja | Zwycięzca  |
| ------- | --------- | ---- | ----------- | ----------- | ---------- |
| 21.     | 18 lutego | 2014 | Soczi       | Halfpipe    | David Wise |

### Mistrzostwa świata
| Miejsce | Dzień    | Rok  | Miejscowość | Konkurencja | Zwycięzca      |
| ------- | -------- | ---- | ----------- | ----------- | -------------- |
| 3.      | 5 marca  | 2009 | Inawashiro  | Halfpipe    | Kevin Rolland  |
| 6.      | 5 lutego | 2011 | Deer Valley | Halfpipe    | Micheal Riddle |

### Puchar Świata

#### Miejsca w klasyfikacji generalnej
- sezon 2003/2004: 134.
- sezon 2005/2006: 48.
- sezon 2006/2007: 125.
- sezon 2007/2008: 27.
- sezon 2008/2009: 9.
- sezon 2010/2011: 15.
- sezon 2011/2012: 70.
- sezon 2012/2013: 116.
- sezon 2013/2014: 116.

#### Miejsca na podium w zawodach
1. Valmalenco – 12 marca 2008 (halfpipe) – 3. miejsce
2. Contamines – 11 stycznia 2009 (halfpipe) – 1. miejsce
3. Park City – 31 stycznia 2009 (halfpipe) – 2. miejsce
4. Kreischberg – 21 stycznia 2011 (halfpipe) – 1. miejsce